# Oldenburgia grandis
Oldenburgia grandis là một loài thực vật có hoa trong họ Cúc. Loài này được (Thunb.) Baill. mô tả khoa học đầu tiên năm 1882.